# Заец, Анастасия Васильевна
Анастасия Васильевна Заец (Гуменюк) (5 мая 1941, село Темногайцы Тернопольской области) — украинский советский деятель, звеньевая колхоза имени Ивана Франко Шумского района Тернопольской области. Депутат Верховного Совета СССР 7-8-го созывов.

## Биография
Родилась в крестьянской семье. Образование среднее.
В 1955—1957 годах — колхозница, в 1957—1967 годах — звеньевая колхоза имени Кирова села Темногайцы Шумского района Тернопольской области.
Член КПСС с 1967 года.
С 1967 года — звеньевая колхоза имени Ивана Франко села Вилия Шумского района Тернопольской области.
Потом — на пенсии в городе Шумске Тернопольской области.

## Награды
- орден Ленина (1970)
- медали